# 1874년 이탈리아 총선
1874년 이탈리아 총선은 이탈리아 하원 508인을 선출하기 위한 첫 선거로 1874년 11월 8일 1차 투표, 11월 15일 2차 투표가 치러졌다. 마르코 밍게티 총리가 원내 과반의석수를 다지기 위해 실시한 조기 선거였다.
당시 이탈리아 선거법의 유권자 규정에 따라, 이탈리아 총인구 2800만여 명에 비해 선거에 투표한 사람은 남성 유권자 571,939명에 불과하였다. 유권자들은 귀족, 자본가, 불로소득자 등의 부유층이 주를 이루었으며 온건파 성향을 지니고 있고 국왕에 충성하며 낮은 수준의 국가예산 운용을 지지하였다. 역사적 우파 세력이 과반의석을 차지한 마지막 총선이기도 하다.

## 선거 운동
역사적 우파 진영의 마르코 밍게티 총리와 퀸티노 셀라 재무장관은 국가예산 편성에 앞서 원내 압도적 의석수의 필요성을 느끼고 있었다. 이에 의회 내 무소속 의원들에게 여당 편에 합류하라는 압박을 가하면서 영국과 같은 양당체제로의 전환을 꾀했다. 그러나 당시 이탈리아는 무정당 체제였던 데다 지역주의와 부패 문제가 뿌리깊게 박혀 있었기에 이러한 도박은 별다른 실익이 없는 선택으로 귀결되고 말았다.
선거 결과 이탈리아 남부를 중심으로 야당의 지지가 확고했음이 드러나면서 밍게티 총리가 의도했던 추진력 확보를 기대할 수 없게 되었다. 밍게티 정권은 살아남았지만 오히려 무소속 의원들이 양 세력으로 편입됨에 따라 역사적 좌파 세력의 정권 획득 가능성에도 힘을 싣는 모양새가 되었다.
실제로 선거 2년 후 토스카나 출신 의원들을 중심으로 피렌체의 재정문제 해결을 거부한 정부에 불만을 품고 불신임 결의의 준비에 나섰다. 결국 1876년 3월 18일 철도 국유화에 관한 의회 표결에서 정부안이 부결됨에 따라 밍게티 내각은 실각하게 되었다. 이후 원내 508석 가운데 414인의 지지를 얻은 좌파진영의 아고스티노 데프레티스가 이탈리아 총리직에 오르게 되었다. 데프레티스 총리는 그해 11월 조기 총선을 실시하였다.

## 참여 정당
| 정당 | 정당        | 성향 | 대표                  |
| ---- | ----------- | ---- | --------------------- |
|      | 역사적 우파 | 보수 | 마르코 밍게티         |
|      | 역사적 좌파 | 자유 | 아고스티노 데프레티스 |

## 선거 결과
|                       |             |         |   |           |      |
| 정당                  | 정당        | 득표수  | % | 의석수    | 변화 |
|                       | 역사적 우파 | -       | - | 276 / 508 | +43  |
|                       | 역사적 좌파 | -       | - | 232 / 508 | +37  |
| 총합                  | 총합        |         |   | 508       | 0    |
| 유효표                | 306,903표   | 96.35%  |   |           |      |
| 무효표                | 11,614표    | 3.65%   |   |           |      |
|                       |             |         |   |           |      |
| 총 투표수             | 318,517표   | 100.00% |   |           |      |
| 유권자 (투표율)       | 571,939표   | 55.69%  |   |           |      |
| 출처: Nohlen & Stöver |             |         |   |           |      |